# Дала
Дала́ (каз. Дала) — станційне селище у складі Кербулацького району Жетисуської області Казахстану. Входить до складу Жоламанського сільського округу.
Населення — 173 особи (2021; 75 у 2009, 111 у 1999, 61 у 1989).